# Novaki Nartski
Novaki Nartski je naselje u općini Rugvica u Zagrebačkoj županiji.

## Zemljopis
Smješteno je na lijevoj obali rijeke Save 18 km istočno od središta Zagreba, odnosno 8 km jugozapadno od Dugog Sela, 4 km sjeverozapadno od Rugvice. Naselje je smješteno na 104 m/nv. Pripada Zagrebačkoj aglomeraciji, u zagrebačkoj mikroregiji Središnje Hrvatske. U sastavu je katoličke župe Uznesenja Blažene Djevice Marije - Savski Nart, dugoselskog dekanata.

## Stanovništvo
Po popisu stanovništva iz 2001. godine u naselju živi 71 stanovnik u 22 kućanstva.
Broj stanovnika:
- 1981.: 48 (16 kućanstava)
- 1991.: 66
- 2001.: 71 (22 kućanstva)

| broj stanovnika | 64    | 60    | 51    | 75    | 93    | 109   | 93    | 88    | 76    | 79    | 69    | 66    | 53    | 66    | 71    | 68    | 51    |
|                 | 1857. | 1869. | 1880. | 1890. | 1900. | 1910. | 1921. | 1931. | 1948. | 1953. | 1961. | 1971. | 1981. | 1991. | 2001. | 2011. | 2021. |

## Povijest
Od sredine 19. stoljeća Novaki Nartski su u sastavu dugoselskog kotara, a od sredine prošlog stoljeća u općini Dugo Selo, a od 1993. u općini Rugvica. 

## Gospodarstvo
Gospodarska osnova je poljodjelstvo i stočarstvo.